# Nicolò Alunno
Alunno, születési nevén Nicolò di Liberatore (néhol Niccolò; Foligno, 1430 k. – Foligno, 1502) itáliai festő. Az umbriai reneszánsz Perugino és Pinturicchio melletti egyedülálló művésze, akit A legkiválóbb festők, szobrászok és építészek élete című művében Giorgio Vasari; Pinturicchio szócikkében így jellemez: „Minden alakját portrészerűen olyan élethűen festette, hogy szinte megszólalnak.”.

## Élete
Nicolò di Liberatore di Giacomo di Mariano 1430 körül Folignóban, jómódú patikuscsaládban született, ahonnan hamarosan elköltözött, hogy erős festői hivatásának szentelje magát. Az „Alunno” művésznevet Vasari tulajdonította neki, aki félreértelmezte a művész által a betlehemes poliptichon predelláján (1492) elhelyezett feliratot, amelyen Alumnus Fulginie, vagyis Folignóban nevelkedett polgár olvasható, amelyet Vasari inkább becenévnek, pontosabban folignói öregdiákként értelmez. A poliptichont a folignói Szent Miklós-templom számára készítette a művész, ahol ma is látható, feliratos predelláját pedig a párizsi Louvre őrzi.
1460-ban feleségül vette Caterinát, Pietro di Giovanni, a Mazzaforte néven ismert festő egyetlen lányát (aki 1440 és 1450 között Folignóban a legtöbbet dokumentált festő, Giovanni di Corraduccio fia volt), akivel legalább kétéves élettársi kapcsolatot kötött. Apósával, Mazzafortéval közösen 1458-ban megalkotta a derutai Madonna dei Consolit, ahol az angyali irányzatnak megfelelően feltárulnak kezdeti stílusának sajátos vonásai. 1461-ben freskókkal díszítették a Szent Anna-kápolnát Spellóban.
Később az expresszionista hatás érvényesült művészetében, amely Bartolomeo di Tommaso, a 15. század első felének másik nagy folignói mestere hatásából fakad. Egyes alkotásaiban felismerhető Benozzo Gozzoli jellegzetes ikonográfiai stílusa is, akivel valószínűleg személyesen is kapcsolatba lépett, hiszen 1450 és 1452 között a közeli Montefalcóban volt, hogy elkészítse a freskóciklust az apszis tribünjén a Szent Ferenc-templomban.
Folignói műhelyében (a San Feliciano-székesegyház közelében található) nagyszámú oltárkép, poliptichon, körmeneti transzparens, kegykép, sőt profán témájú alkotás is készült, amelyek különösen Kelet-Umbriában és Marche jó részén terjedtek el. .

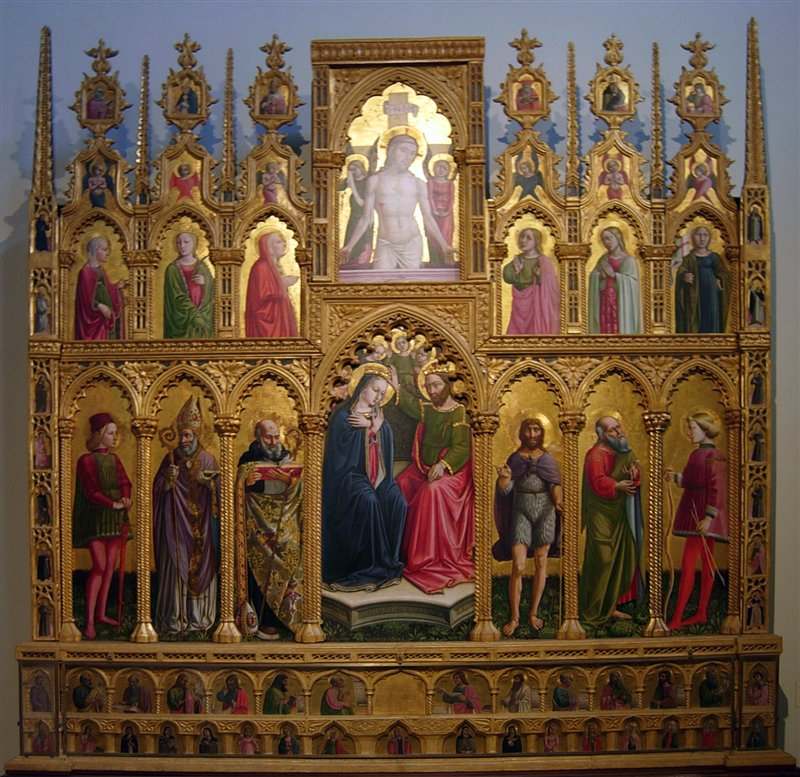
A montelparói poliptichon (1466), Róma, Pinacoteca Vaticana

Folignóban megcsodálhatók alkotásai az egykori San Domenico-templomban (ma városi előadóterem), amely tele van fogadalmi freskókkal a 14. és 15. századból; a cannarai San Matteo-plébániatemplomban, ahol egy érdekes oltárképe található, amely a Kisjézussal trónoló Madonnát ábrázolja Assisi Szent Ferenc és Szent Máté evangélista között ; szintén Cannarában, a Keresztelő Szent János-templomban, gyönyörű tempera fatáblán, amely a Madonnát a Gyermek Jézussal ábrázolja Keresztelő Szent János és Szent Sebestyén között, fia, Lattanzio közreműködésével 1482-ben lett befejezve. Első falfestményei között szerepel Pietro di Cola delle Casse és Santa Marta kápolnája a Santa Maria in Campis-templomban, amely Foligno városi temetőjével szomszédos. Figyelemre méltó a folignói Oratorio della Nunziatella, amelyet a 15. század utolsó évtizedében építettek, és Perugino díszített 1507-ben, Alunno halála után.
A legfontosabb poliptichonok közül: San Rufinoé (1462), ma Assisi San Rufino egyházmegyei múzeumában és kriptájában ; Montelparóban (1466), amely jelenleg a vatikáni Pinacotecában van kiállítva; a San Severino Marche-i poliptichon Marchéban (1468); Assisi Szent Ferenc Gualdo Tadinóban (1470), amelyet a marchei Giovanni di Stefano da Montelparo híres faragójával együtt alkotott; a feldarabolt Sarnano poliptichon; a folignói Szent Miklós-templomban őrzött betlehemes poliptichon (1492); a Sant'Angelóé (1499), amelyet ma a Santa Croce, Bastia Umbra főiskola templomában őriznek, valószínűleg a festő utolsó alkotása.
Nicolò 1502-ben halt meg Folignóban, műhelyét fia, Lattanzio és tanítványa, Ugolino di Gisberto örökölte.
A folignói ház (ma nagyrészt Marsciano Boldog Angelina apácáinak Szent Anna-kolostorában található, a via Nicolò Alunnón) amellett, hogy a művészt családjával együtt látta vendégül, további érdekességgel bír: Nicolò a háza falait különféle képekkel és portrékkal díszítette, ezek segítségével körömheggyel sebtiben jegyzeteket is kapart, munkanoteszként. A különféle ábrázolások között felesége, Caterináé mellett egy önarcképe is látható.

## Stílusa
Képzésének alapját a 15. század első felének folignói festői alkották, a hagyományos nevén Folignói iskolának nevezett csoportot, amelyet erős expresszivitás jellemez, akiknek későbbi fejlődését lendületes stílusával határozta meg. Emellett a firenzei reneszánsz néhány Umbriában jelenlévő remekműve és művésze is nagy jelentőséggel bírt oktatásában, mint például Fra Angelico San Domenico poliptichonja Perugiában és Benozzo Gozzoli fent említett freskói a montefalcói Szent Ferenc történeteivel.
Ezt követően marchei utazásai új kulturális és művészeti hozzájárulásukkal gazdagították formanyelvét, különösen a velencei festőknek köszönhetően. Bartolomeo Vivarini hatása nyilvánvaló a cagli és a montelparói poliptichonon. Ezt követően Carlo Crivelli hatott rá, akivel 1472 körül került kapcsolatba, és akinek az elegancia és dekoráció hatásával járó kontúrvonalaival foglalkozott.
Életműve utolsó szakaszában Perugino és Pinturicchio munkái voltak rá hatással, különös tekintettel Luca Signorelli munkásságára, akinek stílusa összhangban volt az ő drámai ízlésével.

## Művei

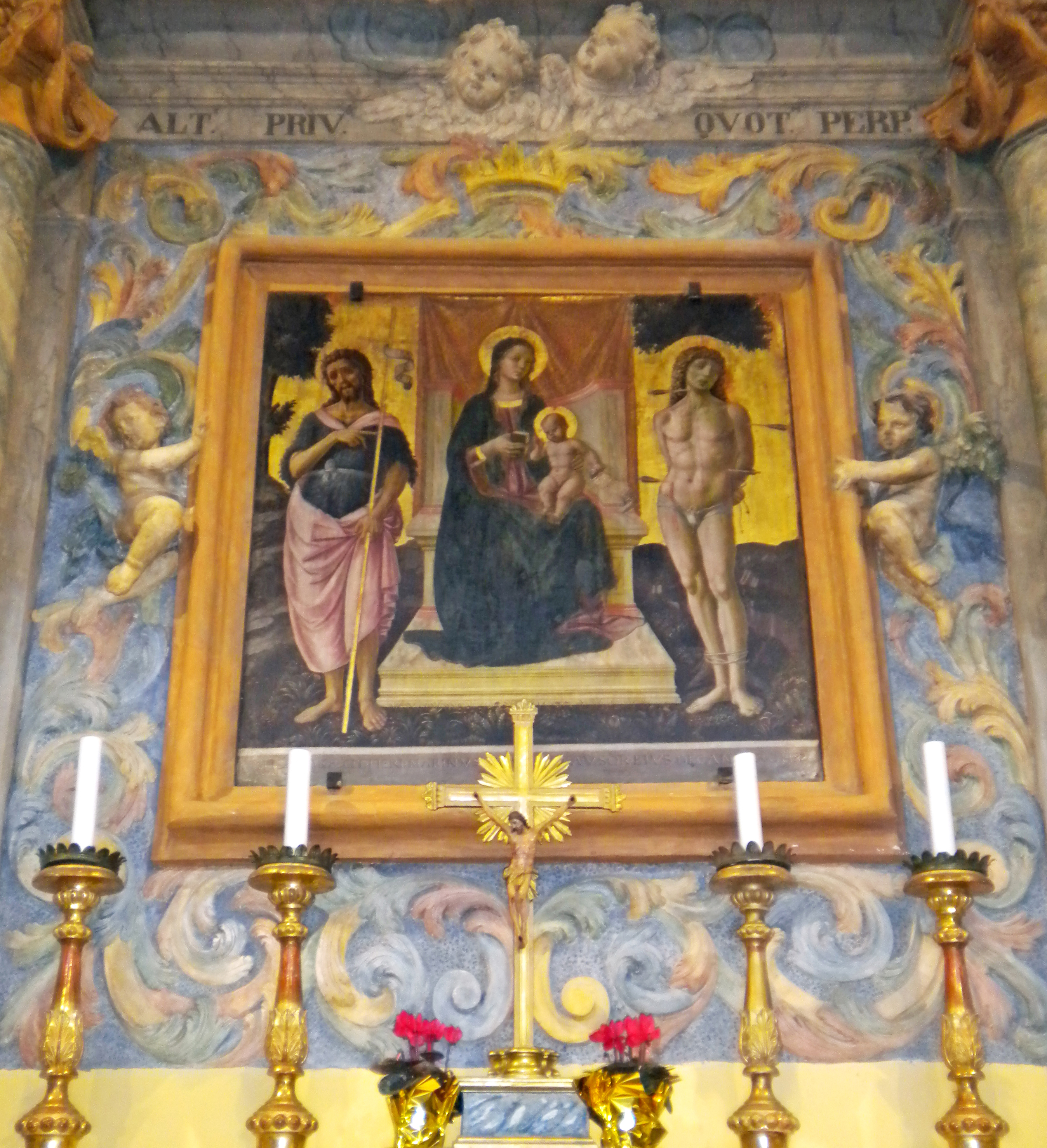
Madonna a Kisjézussal Keresztelő Szent János és Szent Sebestyén között (1482)

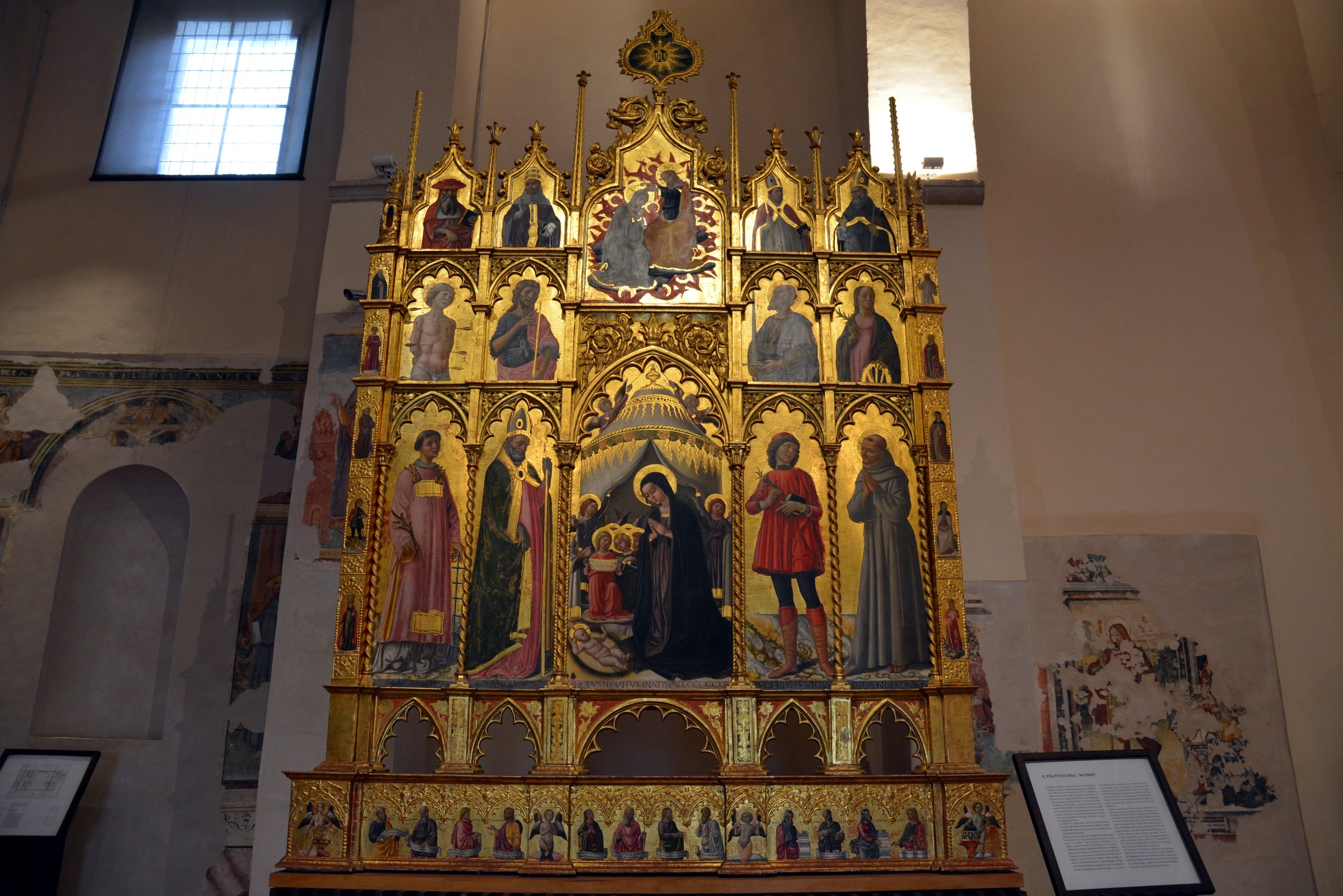
A Santa Maria Assunta poliptichonja (1483), Nocera Umbra

- Madonna dei Consoli (1457), tempera fatáblán, Deruta, Városi Művészeti Galéria
- Sant'Antonio Abate zászlaja (1457), tempera fatáblán, Deruta, Városi Művészeti Galéria
- A Santa Marta-kápolna díszítése (1458), freskók, Foligno, Santa Maria in Campis temploma
- San Rufino poliptichonja (1462), tempera fatáblán, Assisi, Egyházmegyei Múzeum és San Rufino-kripta
- A Santa Maria del Vescovado szövetség zászlaja (1462), tempera, vászonon, Assisi, Polgári Művészeti Galéria
- Cagli poliptichon (1465), tempera fatáblán, Milánó, Pinacoteca di Brera
- Az Annunziata konfraternitás zászlaja (1466), tempera, vásznon, Perugia, Umbriai Nemzeti Galéria
- Montelparói poliptichon (1466), tempera táblán, Róma, Vatikáni Pinacoteca
- San Severino poliptichonja (1468), tempera fatáblán, San Severino Marche, P. Tacchi Venturi polgári művészeti galéria
- A pestis zászlaja (1470 k.), tempera, vásznon, Kevelaer, Priesterhaus
- Szent Ferenc poliptichonja (1471), tempera fatáblán, Gualdo Tadino, Polgári Művészeti Galéria
- Madonna Assunta-triptichon az angyalok között Szent Ferenccel és Szent Sebestyénnel, Santa Maria Assunta templom, 1475–1499 [9]
- Madonna a Gyermek Jézussal Keresztelő Szent János és Szent Sebestyén társaságában (1482), tempera fatáblán, Cannara, San Giovanni Battista templom
- Jó segítség Madonna (1482), Róma, Colonna Galéria
- Santa Maria Assunta poliptichonja (1483), tempera fatáblán, Nocera Umbra, Polgári Művészeti Galéria
- Krisztus keresztre feszítése Assisi Szent Ferenccel, Krisztus imája a Gecsemáni-kertben, Krisztus felemelkedése a Kálvária hegyére, Krisztus feltámadása, A halott Krisztus siratása, (1487) A 15. századi fatáblára festett triptichon jelenleg a londoni National Galleryben, a l'aquilai Boldog Antonia-kolostorból
- San Nicolò poliptichonja (1492), tempera fatáblán, Foligno, San Nicolò-templom
- Szűz Mária koronázása Szent Antal apáttal és Sienai Szent Bernardinnal (1495), tempera fatáblán, Foligno, San Nicolò-templom
- Sant'Angelo poliptichonja (1499), tempera fatáblán, Bastia Umbra, Santa Croce egyetemi templom
- A trónoló Madonna a Gyermekkel és Keresztelő János, Alexandriai Katalin, Sebastian, Apát Antal, Benedek, Péter, Pál és Ágoston szentekkel, tempera, fatábla, 200 x 251 cm, Róma, Villa Albani

## Fordítás
- Ez a szócikk részben vagy egészben  a   Nicolò Alunno című olasz Wikipédia-szócikk ezen változatának fordításán alapul.  Az eredeti cikk szerkesztőit annak laptörténete sorolja fel. Ez a jelzés csupán a megfogalmazás eredetét és a szerzői jogokat jelzi, nem szolgál a cikkben szereplő információk forrásmegjelöléseként.

## Bibliográfia
- Bruno Toscano: A Quattrocento festészete Umbriában és a vallási pártfogás váltakozása a tizenötödik század közepén az olaszországi festészetben. Il Quattrocento szerk. F. Zeri, Electa, Milánó, 1988, II. kötet, 355–383. és 507–513. o.
- Silvestrelli Maria Rita: Nicolò di Liberatore, detto l'Alunno in ibid, II. kötet, 718–719. o.
- Lunghi Elvio (szerk.): Niccolò Alunno in Umbria, Assisi, 1993
- Toscano Bruno: A folignói festészet „tanulójáról”, 1439–1502. Források és tanulmányok. Költségvetés, Orfini Numeister, Foligno 2000, 9–20. o.
- Benazzi Giordana, Lunghi Elvio (szerk.): Nicolaus Pictor, Nicolò di Liberatore, az Alunno néven ismert. Művészek és műhelyek Folignóban a XV. században, Orfini Numeister, Foligno, 2004
- Todini Filippo, Innamorati Simonetta: Niccolò Alunno és műhelye, szerk. Quattroemme, Perugia, 2004
- Morettoni Teresa (szerk.), Niccolò Alunno és a Sant'Angelo poliptichonja, Assisi, 2004
- Guida d'Italia – Umbria. Milano: Touring Club Editore (2004). ISBN 977-03-901-0790-0
- Minardi Mauro: Niccolò di Liberatore, l'Alunno vagy Niccolò Alunno vagy Niccolò da Foligno néven ismert: Dizionario Biografico degli italiani 78, Treccani, Róma, 2014 ( http://www.treccani.it/enciclopedia/niccolo-di-liberatore - l-alunno-o-niccolo-alunno-o-niccolo-da-foligno_(Életrajzi-szótár)/